# صباح الخير يا زوجتي العزيزة (فلم)
صباح الخير يا زوجتي العزيزة، فيلم مصري، أُنتج في 17 مارس 1969، وهو من بطولة صلاح ذو الفقار ونيللي وإخراج عبد المنعم شكري.

## القصة
يتناول العمل قصة الزوجين حسن وسامية واللذان يعيشان بهناء، ولا يكدر صفو حياتهم سوى بعض مضايقات والدة سامية لحسن، حتى يتبدل الحال عندما يرزقوا بمولودهم (هاني)، لتستعين سامية بوالدتها لرعاية الصغير وتقيم معهم بالمنزل وتتصاعد الأحداث .

## الممثلون
- صلاح ذو الفقار في دور حسن
- نيللي في دور سامية
- تحية كاريوكا في دور أم سامية
- خيرية أحمد في دور زميلة سامية
- نبيل الهجرسى في دور حنفي
- فتحية شاهين في دور الناظرة
- فهمي أمان في دور عم رجب
- كوثر العسال في دور كريمة

وغيرهم ...

## روابط خارجية
- صباح الخير يا زوجتي العزيزة على موقع IMDb (الإنجليزية)
- صباح الخير يا زوجتي العزيزة على موقع قاعدة بيانات الأفلام العربية